# 岩下明裕
岩下 明裕（いわした あきひろ、1962年 - ）は、日本の政治学者。博士（法学）。専門はロシア外交、中露関係史。現在、北海道大学スラブ・ユーラシア研究センター教授。

## 人物
熊本県生まれ。ラ・サール中学校・高等学校を卒業。九州大学法学部卒業後、北九州大学大学院で修士号、九州大学大学院で博士号取得。九州大学法学部助手、1994年山口県立大学国際文化学部助教授、2001年北海道大学スラブ研究センター助教授を経て、2003年より北海道大学スラブ研究センター教授。2016年より九州大学で太平洋未来研究センター教授（2017年度まで）、法学部教授（2018年度）を兼任（北大とのクロスアポイントメント）。
この他、2001年から2006年まで北海学園大学法学部非常勤講師。
2006年、著書『北方領土問題』で第6回大佛次郎論壇賞を受賞。

## 著書

### 単著
- 『「ソビエト外交パラダイム」の研究――社会主義・主権・国際法』（国際書院、1999年）
- 『中・ロ国境4000キロ』（角川書店、2003年）
- 『中・ロ国境の旅――「4000キロ」の舞台裏』（東洋書店、2003年）
- 『北方領土問題――4でも0でも、2でもなく』（中央公論新社［中公新書］、2005年）

### 編著
- 『ユーラシア国境政治――ロシア・中国・中央アジア』（北海道大学スラブ研究センター、2005年）
- 『国境・誰がこの線を引いたのか――日本とユーラシア』（北海道大学出版会、2006年）